# Hawayiz Umm Jurn
Hawayiz Umm Jurn (tiếng Ả Rập: حوايس أم جرن) là một ngôi làng Syria nằm ở phó huyện của huyện Hama ở tỉnh Hama. Theo Cục Thống kê Trung ương Syria (CBS), Hawayiz Umm al-Jurn có dân số 265 người trong cuộc điều tra dân số năm 2004.